# أندرو هكسلي
السير.أندرو فيلدينغ هكسلي (بالإنجليزية: Andrew Fielding Huxley)‏ ـ (ولد هامستيد بلندن في 22 نوفمبر 1917 - 30 مايو 2012) عالم فيزيولوجيا وفيزياء حيوية بريطاني، تحصل على  جائزة نوبل في الطب لعام 1963 لتجاربه وأبحاثه الرياضية المتعلقة بجهد الفعل مع السير آلن لويد هودجكين، وقد شاركهما جائزة نوبل الأسترالي السير جون إيكلس، الذي عرف بأبحاثه حول التشابكات العصبية.

## نشأته وتعليمه
ولد هكسلي في هامبستيد، لندن، إنجلترا في 22 نوفمبر 1917. كان الابن الأصغر للكاتب والمحرر ليونارد هكسلي وروزاليند بروس، زوجة ليونارد هكسلي الثانية، وبالتالي فهو الأخ غير الشقيق للكاتب ألدوس هكسلي وزميله في علم الأحياء جوليان هكسلي، وحفيد عالم الأحياء تي إتش هكسلي. عندما كان في سن الثانية عشر تقريبًا، حصل أندرو وشقيقه ديفيد على مخرطة من قبل والديهما. سرعان ما أصبح أندرو بارعًا في تصميم وتصنيع وتجميع الأشياء الميكانيكية من كافة الأنواع، من حوامل الشموع الخشبية إلى محرك الاحتراق الداخلي. استخدم هذه المهارات العملية على مدى مسيرته المهنية، إذ قام ببناء الكثير من المعدات المتخصصة التي كان بحاجتها للقيام بأبحاثه. وفي أوائل سنوات مراهقته أيضًا، شكل اهتمامه اللاحق بالفحص المجهري الذي لازمه طيلة حياته.
تلقى تعليمه في كلية لندن الجامعية ومدرسة وستمنستر في وسط لندن، حيث كان باحثًا بكرسي الملك الدراسي. تخرج وحصل على منحة دراسية في كلية ترينيتي بكامبريدج لدراسة العلوم الطبيعية. كان في نيته أن يصبح مهندسًا لكنه غيّر مساره إلى الفيزيولوجيا بعد أخذ هذا الموضوع لإنجاز مادة اختيارية.

## التكريم والمناصب الأكاديمية الرفيعة
انتخب هكسلي زميلاً للجمعية الملكية بلندن في 17 مارس 1955، كما منحته الملكة إليزابيث الثانية لقب سير في 12 نوفمبر 1974. رأس الجمعية الملكية بين عامي 1980 و1985، وحصل على وسام الاستحقاق في 11 نوفمبر 1983.

## العائلة
هكسلي هو أخ غير شقيق لكل من الكاتب ألدوس هكسلي وعالم البيولوجيا التطورية جوليان هكسلي، وحفيد عالم الأحياء توماس هنري هكسلي.

### شجرة العائلة

Family tree

## روابط خارجية
- أندرو هكسلي على موقع الموسوعة البريطانية (الإنجليزية)
- أندرو هكسلي على موقع مونزينجر (الألمانية)
- أندرو هكسلي على موقع إن إن دي بي (الإنجليزية)